# Урхучимахи
Урхучимахи, (дарг. Урхьучи–махьи, в пер. — отселок у моря). Урхучи — село, центр с/с (с 1934) в Акушинском (до 1934 — в Левашинском) районе Дагестана. Вместе с сёлами Куримахи и Цунимахи входит в состав Урхучимахинского сельского поселения.

## География
Расположено в 12 км к северо-западу от с. Акуша, на р. Акуша (бассейн р. Казикумухское Койсу).
Месторождение селитры близ села.

## Население
| 1895  | 1926 | 1939 | 1970 | 1989  | 2002  | 2010  |
| ----- | ---- | ---- | ---- | ----- | ----- | ----- |
| 211   | ↗397 | ↗404 | ↗883 | ↗1077 | ↗2000 | ↗2290 |
| 2021  |      |      |      |       |       |       |
| ↗2530 |      |      |      |       |       |       |

Национальный состав
Моноэтническое даргинское село.

## Этимология
Название «Отселок у моря/озера» село получило из-за того, что в месте, где построили отсёлок раннее случилось большое наводнение. Село является отсёлком Акуши.

## Образование
Урхучимахинская средняя школа.

## Известные уроженцы
- Магомедрасул Меджидов (род. в 1986) — бронзовый призёр Олимпиады-2012, трехкратный чемпион мира, чемпион Европы, боксёр[11].
- Абдулкадир Абдуллаев (род. в 1988) — золотой медалист первых Европейские игр в Баку-2015   Трехкратный чемпион Азербайджана, обладатель кубка мира, участник Олимпиады-2016 боксёр